# Listerella
Listerella es un género de foraminífero bentónico considerado homónimo posterior de Listerella Jahn, 1906, y sustituido por Schenckiella, el cual es considerado a su vez un sinónimo posterior de Martinottiella de la subfamilia Eggerellinae, de la familia Eggerellidae, de la superfamilia Eggerelloidea, del suborden Textulariina y del orden Textulariida. Su especie tipo era Clavulina primaeva. Su rango cronoestratigráfico abarcaba el Holoceno.

## Discusión
Clasificaciones previas incluían Listerella en la superfamilia Textularioidea, del suborden Textulariina y del orden Textulariida.

## Clasificación
Listerella incluía a las siguientes especies:
- Listerella anconensis
- Listerella antillarum
- Listerella bradyana, considerado sinónimo posterior de Martinottiella communis
- Listerella cojimarensis
- Listerella communis, aceptado como Martinottiella communis
- Listerella gracillina
- Listerella guantanamensis
- Listerella gymnesica, aceptado como Martinottiella gymnesica
- Listerella laevis
- Listerella minuta
- Listerella nodulosa, aceptado como Martinottiella nodulosa
- Listerella occidentalis, aceptado como Martinottiella occidentalis
- Listerella primaeva

En Listerella se ha considerado el siguiente subgénero:
- Listerella (Hechtina), aceptado como género Hechtina